# Chthonius amatei
Chthonius amatei es una especie de arácnido  del orden Pseudoscorpionida de la familia Chthoniidae.

## Distribución geográfica
Es endémico de la Sierra de Gádor (España).
Miden unos 1,95 mm de longitud total.